# Prochilodus britskii
Prochilodus britskii är en fiskart som beskrevs av Castro, 1993. Prochilodus britskii ingår i släktet Prochilodus och familjen Prochilodontidae. Inga underarter finns listade i Catalogue of Life.